# Oswald-von-Nell-Breuning-Schule (Offenbach am Main)
Die Oswald-von-Nell-Breuning-Schule ist eine 1999 gegründete Förderschule mit Förderschwerpunkt emotionale und soziale Entwicklung in Offenbach am Main in Hessen. Sie befindet sich in Trägerschaft des privaten Theresien Kinder- und Jugendhilfezentrums, Mitglied des Caritasverbandes Mainz der Diözese Mainz, und ist eine staatlich genehmigte Ersatzschule. Sie ist nach dem katholischen Sozialphilosophen Oswald von Nell-Breuning benannt.

## Schulprofil
Die Schule ist in drei Abteilungen unterteilt, die an unterschiedlichen Standorten in der Stadt verteilt sind. Von besonderer Bedeutung ist die Abteilung II, die seit dem Schuljahr 2005/2006 existiert: hierbei handelt es sich um die einzige Schule in ganz Deutschland, die sogenannte „twice exceptional“ Schüler unterrichtet, also Kinder, die intellektuell eine Hochbegabung aufweisen, in Kombination mit Lernschwierigkeiten, aber aufgrund psychischer Krankheiten nicht in der Lage sind, ihre Leistung in einer traditionellen schulischen Umgebung zu entfalten. Die Abteilung 2 der Schule wurde 2015 vom Hessischen Kultusministerium mit dem Gütesiegel Hochbegabung ausgezeichnet.
Der Unterrichtsstoff orientiert sich am Kerncurriculum für hessische Gymnasien, wofür die Schulabteilung ein kompetenzorientiertes schulinternes Curriculum entwickelt hat. Die Schüler können an dieser Förderschule das Nichtschülerabitur oder auch die Mittlere Reife absolvieren.
Die Schüler kommen aus ganz Deutschland, für auswärtige Schüler stehen Wohngruppen auf dem Schulgelände sowie dezentral in der Stadt verteilt zur Verfügung. Die Schüler werden jahrgangsübergreifend in sogenannten Lerngruppen unterrichtet; auf einen Lehrer kommen fünf Schüler.